# Proutiella simplex
Proutiella simplex là một loài bướm đêm thuộc họ Notodontidae. Nó là loài duy nhất được tìm thấy ở hạ Amazon ở Brasil.
Chiều dài cánh trước là 14–15 mm.